# Flygmedicincentrum
Flygmedicincentrum (FMC) var ett medicinskt centrum inom svenska flygvapnet som verkade mellan åren 195?–2006. Förbandsledningen var förlagd i Stockholms garnison i Stockholm.

## Historik
Flygmedicincentrum bildades under 1950-talet under namnet Flygvapnets medicinska undersökningscentral, i syfte att genomföra undersökningar av blivande piloter inom Flygvapnet. År 1994 flyttade centrumet in i lokaler på Löjtnantsgatan i Stockholm, och bytte samtidigt namn till Flygmedicincentrum (FMC). Den 1 juli 1998 gjordes en sammanslagning av FMC och flygläkarfunktionen i Högkvarteret. Flygmedicincentrum kom efter det att omfatta stabsfunktion, undersökningsfunktion samt verksamheter vid Karolinska Institutets humancentrifug,samt vid flygmedicinska institutionen i Malmslätt utanför Linköping.
Inför regeringens budgetproposition för 2007, föreslog regeringen i utgiftsområde 6, "Försvar samt beredskap mot sårbarhet", att Flygmedicincentrum skulle avvecklas. I dess ställe inordna dess verksamhet i det nybildade Försvarsmedicincentrum (FömedC). Vilket i praktiken var en sammanslagning av Flygmedicincentrum, Dyk- och Navalmedicin (DNC) och Försvarsmaktens sjukvårdscentrum (FSC). Flygmedicincentrum avvecklades 31 december 2006. Kvar på Malmens flygplats i Linköping blev en sektion ingåendes i Försvarsmedicincentrum.

## Verksamhet
Flygmedicincentrums uppgifter var att utföra flygmedicinska undersökningar av militära och civila flygare och av aspiranter, samt att handha det yrkesmedicinska ansvaret för försvarets flygande personal, arbeta för flygsäkerhet och god arbetsmiljö. Flygmedicincentrum ansvarade även för att utbilda och träna personal att klara extrema miljöer och situationer samt att initiera och följa flygmedicinsk forskning och metodutveckling.

## Förbandschefer
- 195?–1975: CG Engström
- 1975–1994: Henry Lorin
- 1994–1997: Jan Siegborn
- 1997–2005: Jan Linder [3]
- 2005–2005: Major Jonas Wikman (tillförordnad)[4]
- 2005–2006: Major Jonas Wikman[5]

## Namn, beteckning och förläggningsort
| Flygvapnets medicinska undersökningscentral | 195?       | – | 1994-06-30 |
| Flygmedicincentrum                          | 1994-07-01 | – | 2006-12-31 |

| FMU | 195?       | – | 1994-06-30 |
| FMC | 1994-07-01 | – | 2006-12-31 |

| Stockholms garnison (F) | 195? | – | 2006-12-31 |
| Linköpings garnison (D) | 19?? | – | 2006-12-31 |